# 界首市站
界首市站，位于中华人民共和国安徽省阜阳市界首市，是漯阜铁路上的火车站，建于1990年，由武汉铁路局管辖。

## 車站周邊
- 界首机械制造园
- 界首市育华学校
- 界首二中

## 歷史
- 建于1990年。